# Antoine de Beaumont
Antoine-François de Beaumont, « vicomte » de Beaumont du Repaire « baron » de Cancon et de Casseneuil, né le 3 mai 1733 au château de la Roque, dans le Périgord et mort le 15 septembre 1805 à Toulouse, est un officier de marine et aristocrate français des XVIIIe et XIXe siècles. Il se distingue pendant la guerre d'indépendance des États-Unis et termine sa carrière avec le grade de chef d'escadre. Député de la noblesse pour la sénéchaussée d'Agen, il émigre à la Révolution avant de revenir en France où il meurt en 1805.

## Biographie

### Origines et famille
Antoine-François de Beaumont naît le 3 mai 1733 au château de la Roque, dans le diocèse de Sarlat. Il est le deuxième fils d'Armand Simon de Beaumont, « comte » de Beaumont du Repaire (1699-1776) et de sa femme, Marie Anne de la Faurie. Il est le neveu de Mgr  de Beaumont (1703-1781), archevêque de Paris.

### Carrière dans la Marine royale

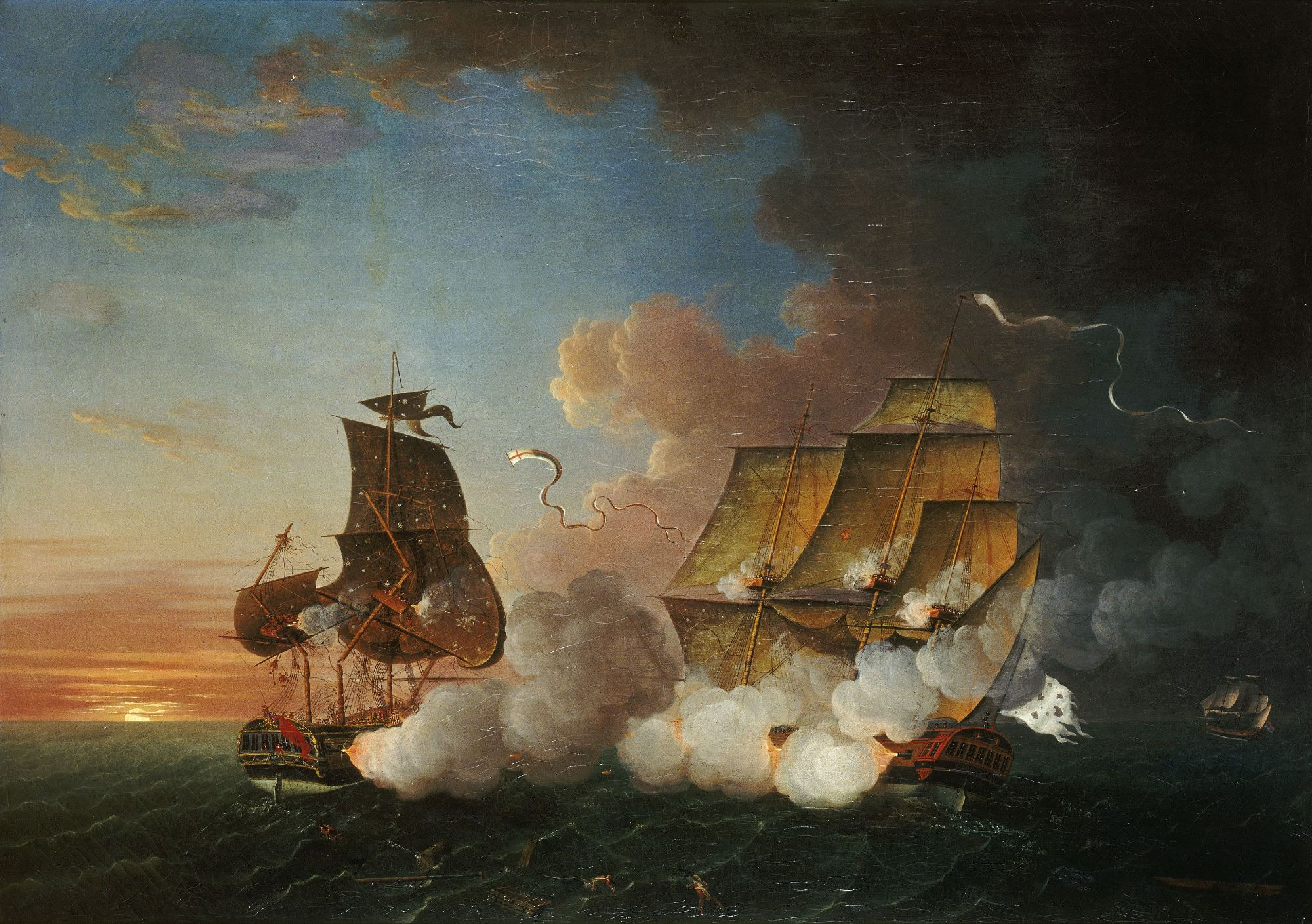
Le combat victorieux de la Junon contre le Fox en 1778.

Il fait sert dans la Marine royale. Garde-marine en 1751 à l'âge de 18 ans, il reçoit un brevet de capitaine de vaisseau le 12 avril 1777. Du 15 juin au 14 novembre 1778, il commande la frégate La Junon, 44 canons, qu'il immortalise. Peu après sa nomination, il livre un combat victorieux au HMS Alert, sloop anglais de 14 canons (capitaine Fairfax).
En septembre 1778, toujours au commandement de La Junon, il patrouille au large d'Ouessant lorsqu'il rencontre la frégate anglaise HMS Fox, de forces égales, commandée par Lord Windsor, neveu de l'archevêque de Cantorbéry. Antoine de Beaumont, quoique malade, se fait porter sur le pont, commande la manœuvre pendant le combat, qui dure deux heures, démâte le Fox, tue une partie de l'équipage, le force d'amener son pavillon, et le conduit à Brest. En 1779, il passe au commandement du vaisseau L'Alexandre.
Fait Commandeur de Saint-Louis par brevet du 7 août 1788, il reçoit une pension de 3 000 livres sur le budget de l'ordre.
Élu député de la noblesse de la sénéchaussée d'Agen aux États généraux de 1789, il vote constamment avec le côté droit de l'Assemblée constituante, s'oppose à la réunion des trois ordres, et proteste contre le décret du 19 juin 1790, qui abolissait la noblesse. Il quitte la Marine en 1791, et se retire, après la session, en Angleterre, et ensuite en Russie. Rentré en France lors du gouvernement consulaire, il se fixe à Toulouse, où il meurt le 15 septembre 1805.
Il épouse Élisabeth Françoise de Caylus avec qui il a un fils, Christophe comte de Beaumont (né en 1776) d'où une descendance.

## Distinctions
- Commandeur de l'Ordre royal et militaire de Saint-Louis

### Sources et bibliographie
- Philippe Le Bas et Augustin François Lemaitre, Dictionnaire encyclopédique, Firmin Didot frères, 1840 (lire en ligne), p. 268
- Dictionnaire universel, historique, critique et bibliographique, vol. 2, Mame, 1810 (lire en ligne), p. 360
- Michel Vergé-Franceschi (dir.), Dictionnaire d'Histoire maritime, Paris, Éditions Robert Laffont, coll. « Bouquins », 2002, 1508 p. (ISBN 978-2-221-08751-0, BNF 38825325)
- Étienne Taillemite, Dictionnaire des marins français, Paris, Éditions Tallandier, 2002, 573 p. (ISBN 978-2-84734-008-2, BNF 38887742), nouvelle édition revue et augmentée